# Recrear Grecia
Recrear Grecia (en griego: Δημιουργία, Ξανά!, romanizado: Dimiourgía, Xaná -DX-) es un partido político liberal de Grecia.
Fundado el 11 de marzo de 2012, Recrear es dirigido por Thanos Tzimeros y se autoidentifica como movimiento político ciudadano de centro, con énfasis en «la reconstrucción del Estado griego» y proclama los siguientes valores: meritocracia, trabajo en equipo, integridad, responsabilidad, innovación, sinceridad, profesionalismo y patriotismo —helenismo—. Desde febrero de 2021 Recrear anunció un acuerdo con Nueva Derecha y su líder Faílos Kranidiotis para participar conjuntamente en las próximas elecciones legislativas griegas.

## Resultados electorales
El partido Recrear participó por primera vez en las elecciones parlamentarias de Grecia de mayo de 2012 y recibió 135 965 votos (2,15 % del total). El porcentaje de votos obtenidos fue descrito como una sorpresa por la prensa local, debido a que la fundación del partido era relativamente nueva.
Para las nuevas elecciones parlamentarias de Grecia de junio de 2012, y con la intención de evitar la división del voto liberal, Recrear (DX) formó una alianza electoral con Acción (DRASI) y Alianza Liberal (FS), partidos políticos aliados que en las elecciones de mayo de 2012 obtuvieron 114 058 votos (1,80 % del total). Por lo tanto, dados los resultados de mayo, se esperaba que la nueva alianza alcanzaría el 3,94 % de la votación, lo que sería suficiente para superar el umbral electoral del 3 % necesario para entrar en el Parlamento Helénico. Recrear Grecia también se acercó a Alianza Democrática, pero este partido político optó por fusionarse con Nueva Democracia y participar en sus listas. En las elecciones del 17 de junio de 2012, la alianza DX-DRASI-FS sólo obtuvo el 1,59 %, una votación más baja que la obtenida por los tres partidos políticos en las elecciones del mes anterior.
El partido Recrear participó en las elecciones anticipadas del 20 de septiembre de 2015 con su líder Thanos Tzimeros, y obtuvo el 0.53 % de los votos, por lo cual no superó el umbral electoral para optar a escaños en la 17.ª Legislatura del Consejo de los Helenos.
En las elecciones parlamentarias de 2019 mejoró ligeramente sus resultados, obteniendo un 0.74% de los votos.

## Historial electoral

### Consejo de los Helenos
| Año                | Votos   | %    | Escaños |
| ------------------ | ------- | ---- | ------- |
| Mayo de 2012       | 134 587 | 2,15 | 0/300   |
| Junio de 2012*     | 98 063  | 1,59 | 0/300   |
| Septiembre de 2015 | 28 936  | 0,53 | 0/300   |
| 2019               | 41 646  | 0,74 | 0/300   |

*En estas elecciones, estableció una alianza con los partidos Alianza Liberal y Drasi. 